# Boca Vieja
Boca Vieja är en ort i Mexiko.   Den ligger i kommunen Santa María Huatulco och delstaten Oaxaca, i den sydöstra delen av landet, 500 km sydost om huvudstaden Mexico City. Boca Vieja ligger 10 meter över havet och antalet invånare är 151.
Terrängen runt Boca Vieja är platt. Havet är nära Boca Vieja söderut.  Närmaste större samhälle är San Pedro Pochutla, 17,7 km väster om Boca Vieja. 